# Andreï Vitrouk
Andreï Nikolaïevitch Vitrouk (en russe : Андрей Никифорович Витрук) est un aviateur soviétique, né le 8 juillet 1902 et décédé le 3 juin 1946. Il commanda plusieurs régiments aériens pendant la Seconde Guerre mondiale et fut distingué par le titre de Héros de l'Union soviétique. Il termina sa carrière avec le grade de général.

## Carrière
Andreï Vitrouk est né à Androuchki, dans l'actuelle oblast de Jytomyr, en Ukraine. Après l'école primaire, il travailla comme ouvrier dans une sucrerie. En 1924, il entra dans l'Armée rouge, où il fut diplômé d'une école d'artillerie. En 1934, il intégra l'école militaire de l'air de Borissoglebsk, où il apprit à piloter. Il prit part comme pilote d'assaut à la bataille de Halhin Gol contre le Japon, à l'invasion soviétique de la Pologne, (septembre 1939) puis à la Guerre d'Hiver contre la Finlande.
En 1941, il reçut une formation d'officier à l'Académie militaire de l'Air puis commanda le 65e régiment d'assaut aérien du district militaire de Léningrad. Il occupa ce poste jusqu'à l'invasion allemande de l'Union soviétique. Bien que blessé au combat, il fut promu lieutenant-colonel le 6 juillet 1941. Il commanda le régiment pendant que celui-ci passait des anciens Polikarpov I-15bis au nouvel Iliouchine Il-2. Après le rééquipement du régiment et l'entraînement des équipages, le régiment fut divisé et Vitrouk commanda l'une des nouvelles unités. En octobre 1941, il fut muté au front de l'ouest, près de Moscou. Bien qu'il n'ait remporté personnellement aucune victoire en combat aérien, Andreï Vitrouk reçut le titre de héros de l'Union soviétique le 24 février 1942 pour son superbe commandement du régiment.
En juillet 1942, il prit le commandement de la 291e division d'assaut aérienne, transformée en 1944 en 10e division d'assaut de la Garde. À ce poste, il commanda son unité pendant les batailles de Voronej, Kiev, Târgul Frumos, et au cours de l'opération Iassy-Chisinau. Plus tard, il prit part aux combats qui conduisirent à la prise de Ploiești, Bucarest et Craiova par l'Armée rouge, ainsi qu'à celles de Belgrade et Székesfehérvár. Il fut distingué pour ses actions pendant la campagne de Yougoslavie par le titre de Ordre du Héros national.
Andreï Vitrouk décéda le 1er juin 1946 de maladie à Kiev, où il est enterré.

## Décorations
Principaux titres et décorations :
- Héros de l'Union soviétique le 24 février 1942 (médaille no 647)
- Ordre de Lénine
- Quatre fois l'ordre du Drapeau rouge
- Ordre de Souvorov de 2e classe
- Ordre de Koutouzov de 2e classe
- Ordre de Bohdan Khmelnytsky  de 2e classe
- Ordre d'Alexandre Nevski
- Ordre de l'Étoile rouge
- Ordre du Héros national